# Przetacznik (roślina)

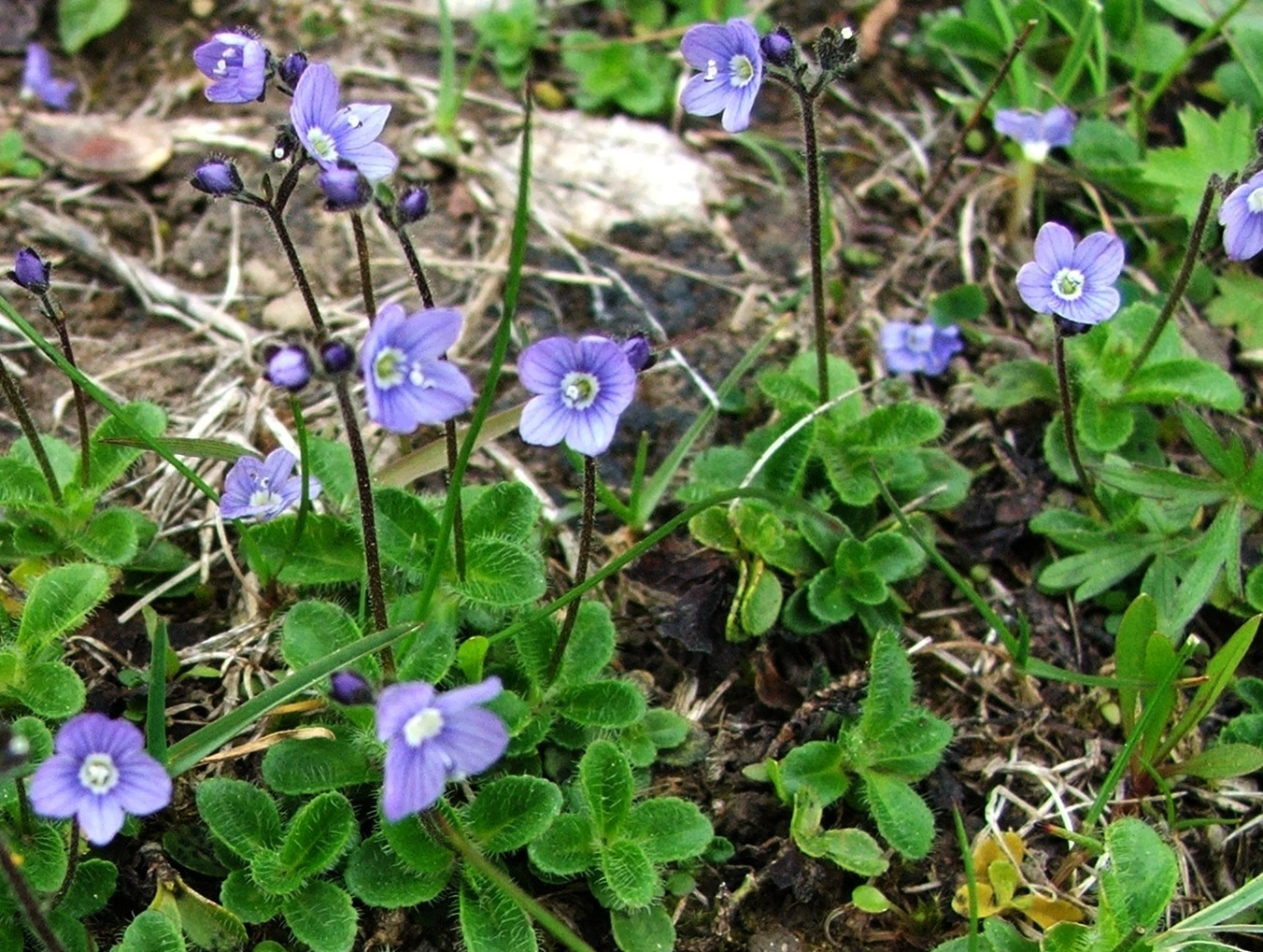
Przetacznik różyczkowaty

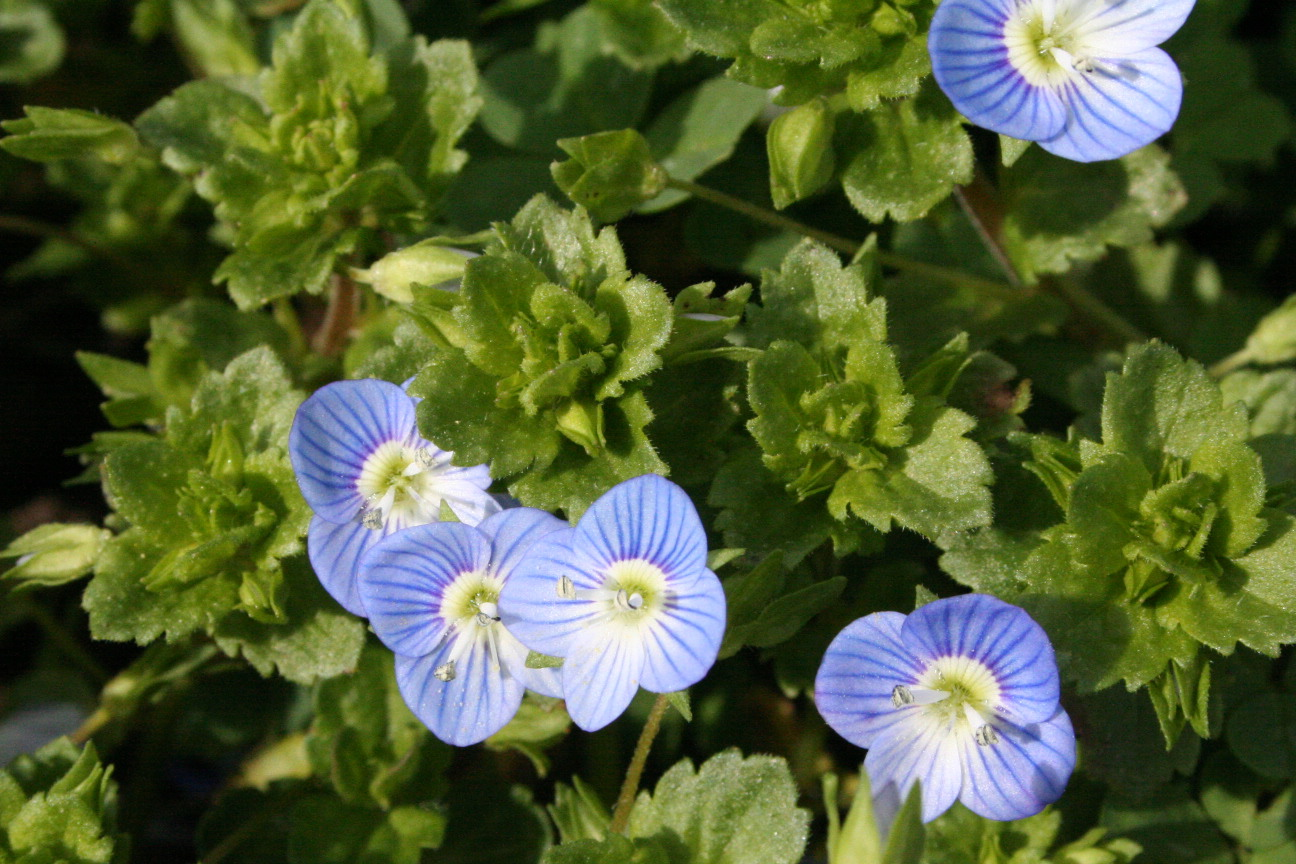
Przetacznik perski

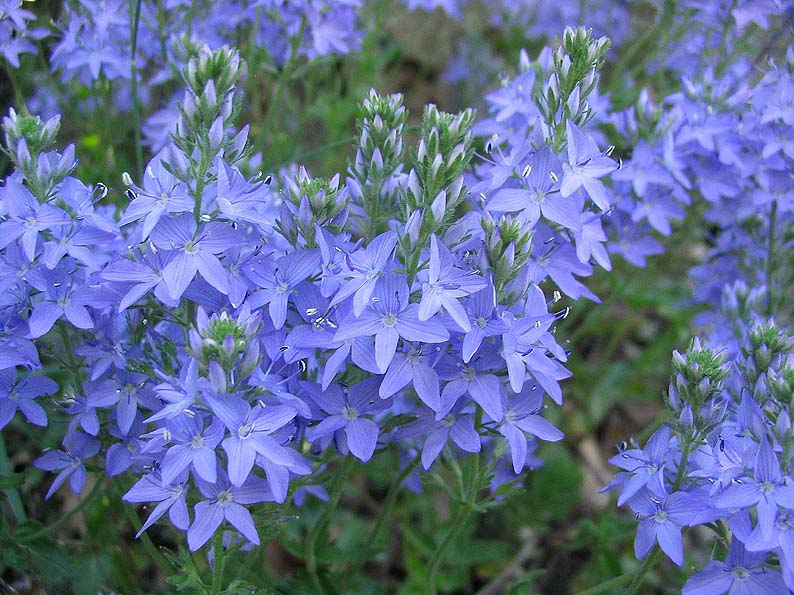
Przetacznik ząbkowany

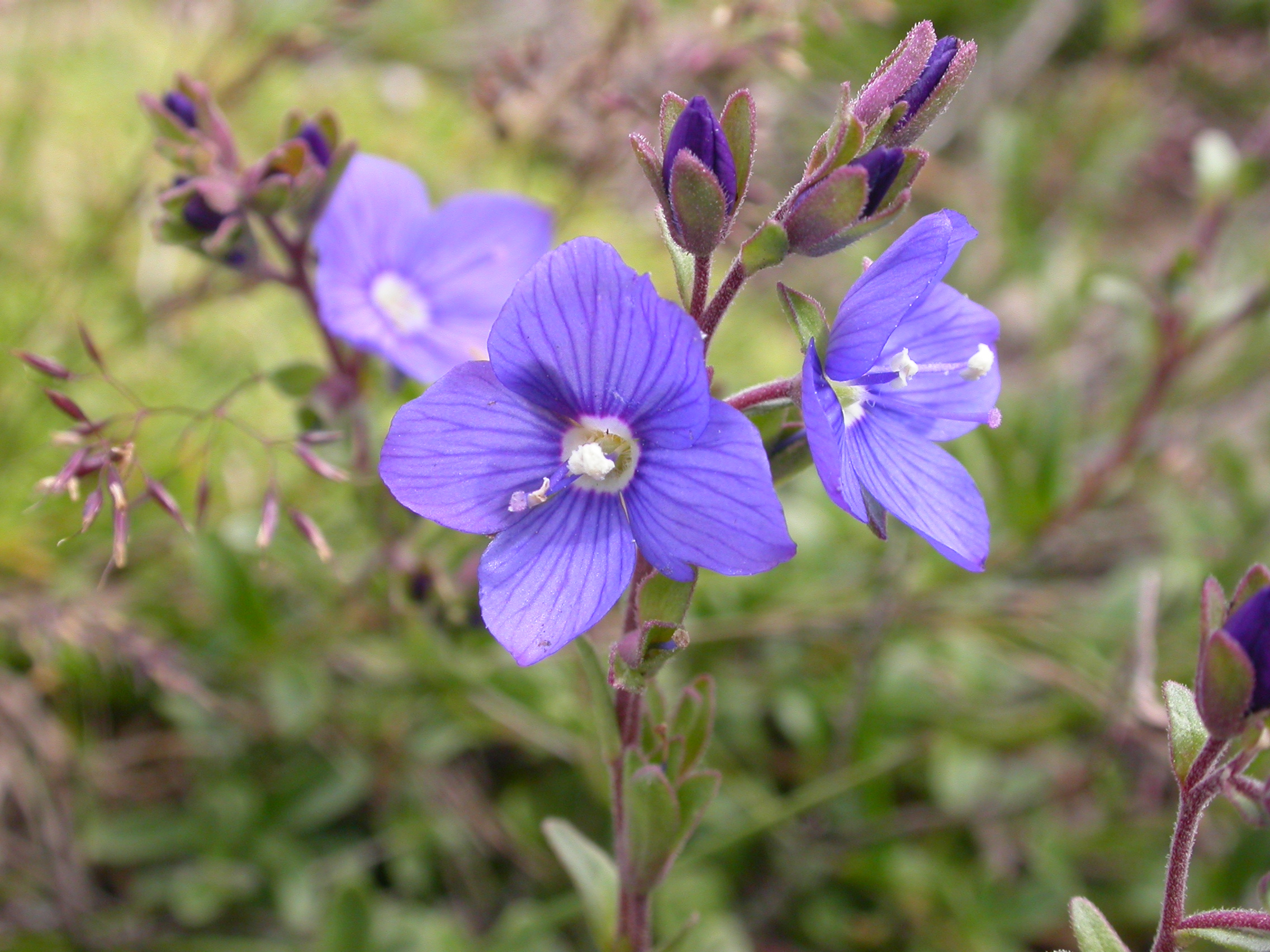
Przetacznik krzewinkowy

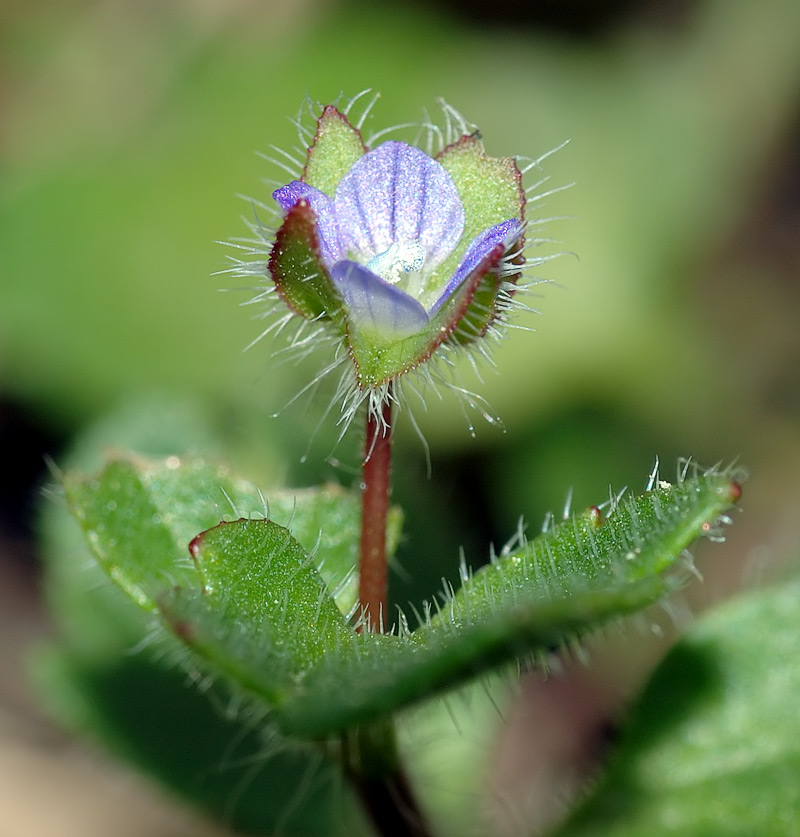
Przetacznik bluszczykowy

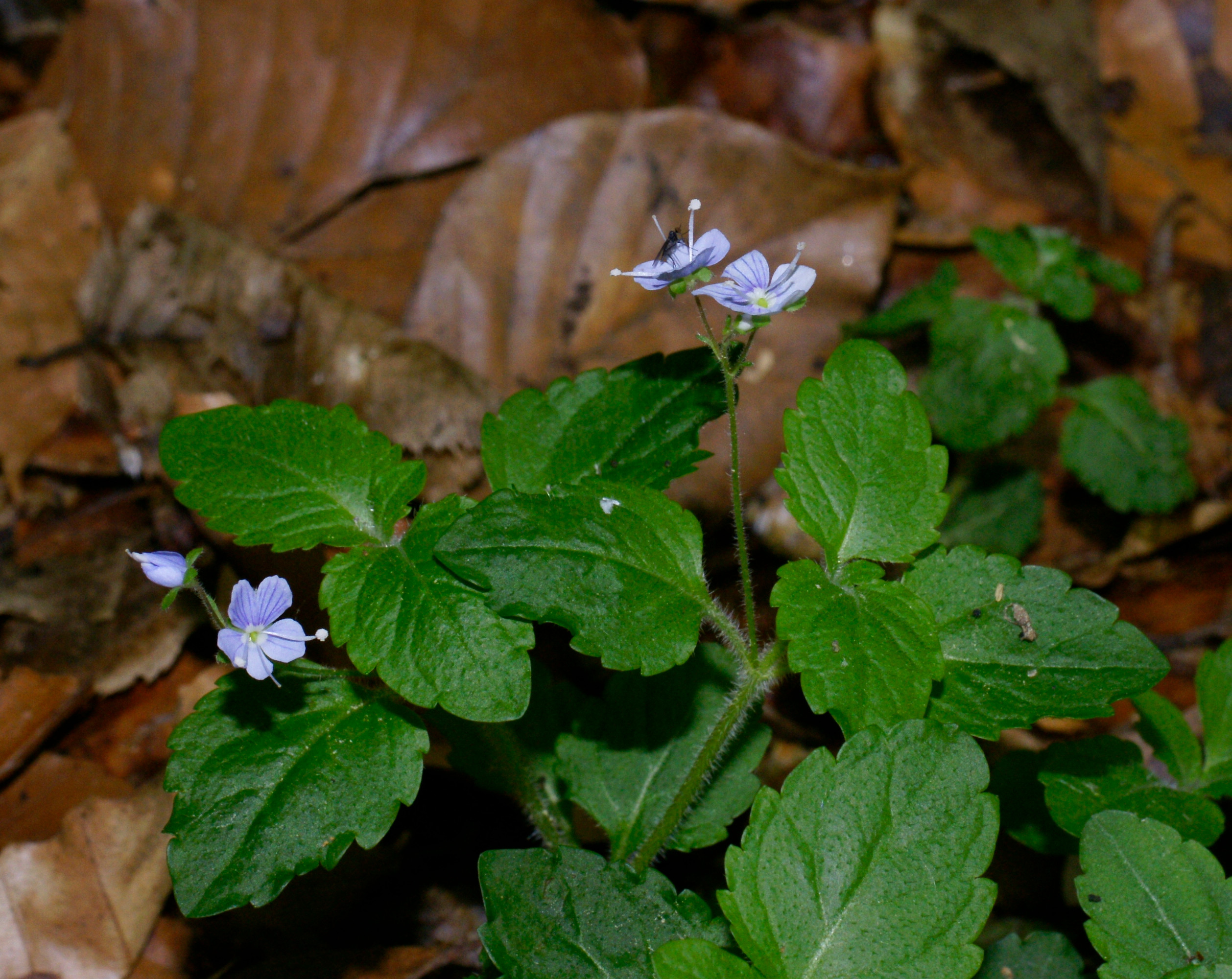
Przetacznik górski

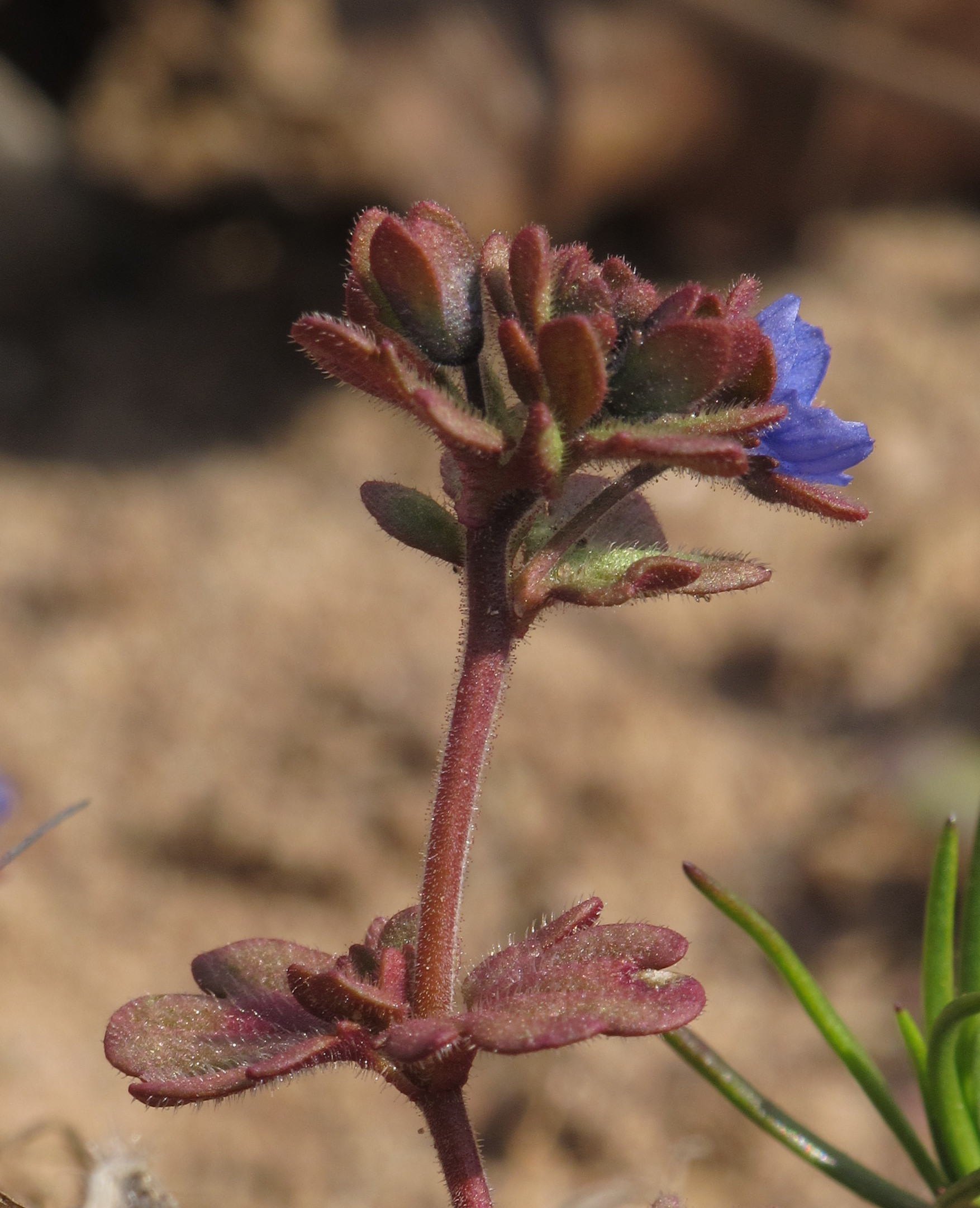
Przetacznik trójlistkowy

Przetacznik (Veronica L.) – rodzaj roślin, współcześnie umieszczany w obrębie babkowatych (Plantaginaceae). W większości XX-wiecznych ujęć taksonomicznych rodzaj ten zaliczany był do rodziny trędownikowatych (Scrophulariaceae) lub przetacznikowatych (Veronicaceae). W dominującym od lat 20. XX wieku, wąskim ujęciu taksonomicznym rodzaju należało tu ok. 180 gatunków roślin zielnych rosnących głównie w strefie klimatu umiarkowanego na półkuli północnej. Na przełomie XX i XXI wieku badania filogenetyczne dowiodły, że 10 wyodrębnianych rodzajów, obejmujących głównie rośliny z półkuli południowej, w istocie jest tu zagnieżdżonych i zostały włączone do tego rodzaju. W szerszym ujęciu rodzaj obejmuje około 460 gatunków grupowanych w 13 podrodzajach, w tym także drzewa i krzewy z półkuli południowej, wyodrębniane wcześniej w rodzaj hebe (Hebe). Do rodzaju należy szereg kosmopolitycznych chwastów, liczne gatunki uprawiane są jako ozdobne, część wykorzystywana jest w ziołolecznictwie.
Nazwa rodzaju pochodzi od znanej z Ewangelii św. Weroniki. W średniowieczu istniał pogląd, że w drobnych kwiatach przetaczników można dostrzec jej twarz.

## Morfologia
PokrójRośliny zielne (jednoroczne i byliny) na ogół niskie i płożące, w podrodzaju Pseudolysimachium wznoszące się do 1,2 m wysokości. Do podrodzaju Pseudoveronica należą rośliny zdrewniałe mające zarówno postać drobnych, płożących krzewinek, jak i niewielkich drzew osiągających do 7 m wysokości. Pędy są nagie lub w różnym stopniu owłosione. U niektórych gatunków włoski wyrastają w charakterystycznych dwóch rzędach wzdłuż łodygi.
LiścieZwykle naprzeciwległe i naprzemianległe, czasem górne skrętoległe. Blaszka zwykle ząbkowana, wcinana w różnym stopniu lub pierzasta, czasem liście całobrzegie (podrodzaj Pseudoveronica), w tym zredukowane do łusek, tak że w efekcie przypominają igły nagonasiennych.
KwiatyPojedyncze w kątach liści lub zebrane w luźne albo ciasne grona, nierozgałęzione lub rozgałęziające się, boczne lub szczytowe. Kielich cztero- lub pięciodziałkowy, korona kwiatu lekko grzbiecista (dolny płatek zwykle mniejszy od innych), czterołatkowa, barwy białej, niebieskiej, różowej lub liliowej, u nasady zrośnięta w krótką rurkę. Pręciki dwa, wystające z rurki korony. Zalążnia górna, dwukomorowa, w każdej komorze z pojedynczym zalążkiem. Szyjka słupka pojedyncza, zwieńczona kulistawym znamieniem.
OwoceZwykle spłaszczone, zwykle dwunasienne torebki.

## Systematyka
Rodzaj Veronica obejmuje ok. 450 gatunków spośród ok. 500 należących do plemienia Veroniceae z rodziny babkowatych (Plantaginaceae). Do lat 20. XX wieku dominowało szerokie ujęcie rodzaju, ale wówczas ukazały się prace taksonomiczne wyodrębniające specyficzne pod względem morfologicznym rośliny z Australazji do rodzaju Hebe. Zróżnicowanie roślin z tej grupy na półkuli południowej doprowadziło z czasem do opisania w ciągu XX i na początku XXI wieku kolejnych rodzajów: Chionohebe, Derwentia, Detzneria, Hebejeebie, Heliohebe, Leonohebe i Parahebe. Budowana w oparciu głównie o kryteria morfologiczne taksonomia tej grupy roślin uległa drastycznym zmianom w wyniku uwzględnienia w opisaniu ich powiązań filogenetycznych danych nie tylko morfologicznych, ale także z badań DNA, kariologicznych, fitochemicznych i biogeograficznych. Okazało się, że gatunki z półkuli południowej zagnieżdżone są w obrębie szeroko ujmowanego rodzaju Veronica i ich wyodrębnianie czyni z niego takson parafiletyczny. Odkryto np., że popularny chwast przetacznik perski (V. persica) jest bliżej spokrewniony z roślinami z rodzaju hebe (Hebe) niż z podobnym do niego przetacznikiem leśnym (V. officinalis) – gatunkiem typowym rodzaju. Dla uczynienia z rodzaju Veronica taksonu monofiletycznego włączono doń poza ww. także wyodrębniane dawniej rodzaje Synthyris i Pseudolysimachion.

### Klasyfikacja rodzaju
- Veronica podrodzaj Veronica L.
  - sekcja Glandulosae nom. prov.
  - sekcja Scutellatae G. Don
  - sekcja Montanae (Boriss.) Assejeva
  - sekcja Veronica

Obejmuje 45 gatunków występujących w strefie klimatu umiarkowanego półkuli północnej oraz na obszarach górskich Afryki i środkowo-południowej Azji. Należą tu m.in.: przetacznik alpejski V. alpina, przetacznik górski V. montana, przetacznik leśny V. officinalis, przetacznik pokrzywolistny V. urticifolia, przetacznik błotny V. scutellata, przetacznik różyczkowaty V. aphylla, przetacznik stokrotkowy V. bellidioides.
- Veronica podrodzaj Beccabunga (Hill) M. M. Mart. Ort., Albach & M. A. Fisch.
  - sekcja Beccabunga (Hill) Dumort. (13 gatunków)
  - sekcja Acinifolia (Rompp) Albach (8 gatunków)
  - sekcja Serpyllifolia G. Don (11 gatunków)

Obejmuje m.in. takie gatunki jak: przetacznik bobowniczek V. beccabunga, przetacznik bobownik V. anagallis-aquatica, przetacznik wodny V. catenata, przetacznik goryczkowy V. gentianoides, przetacznik macierzankowy V. serpyllifolia, przetacznik obcy V. peregrina.
- Veronica podrodzaj Pseudolysimachium (W. D. J. Koch) Buchenau

Obejmuje 26 gatunków występujących w Europie, Azji i Ameryce Północnej. Wyróżniają się szczytowym kwiatostanem. m.in.: przetacznik kłosowy V. spicata i przetacznik długolistny V. longifolia.
- Veronica podrodzaj Synthyris (Benth.) M. M. Mart. Ort., Albach & M. A. Fisch.

Obejmuje 19 gatunków dawniej zaliczanych do występującego w zachodniej części Ameryki Północnej rodzaju Synthyris.
- Veronica podrodzaj Cochlidiosperma (Rchb.) M. M. Mart. Ort. & Albach

Obejmuje 12 gatunków m.in.: przetacznik bluszczykowy V. hederifolia, przetacznik trójklapowy V. triloba, przetacznik blady V. sublobata.
- Veronica podrodzaj Pellidosperma (E. B. J. Lehm.) M. M. Mart. Ort., Albach & M. A. Fisch.

Obejmuje 7 jednorocznych gatunków m.in.: przetacznik wczesny V. praecox i przetacznik trójlistkowy Veronica triphyllos.
- Veronica podrodzaj Stenocarpon (Boriss.) M. M. Mart. Ort., Albach & M. A. Fisch.

Obejmuje 31 gatunków, w większości występujących na obszarach górskich Ameryki Środkowej, 8 gatunków rośnie w Europie i dwa w Azji. Należą tu m.in. przetacznik krzewinkowy V. fruticans i przetacznik cząbrowaty V. saturejoides.
- Veronica podrodzaj Pocilla (Dumort.) M. M. Mart. Ort., Albach & M. A. Fisch.

Obejmuje 27 gatunków, w większości jednorocznych. Należą tu m.in.: przetacznik ćmy V. opaca, przetacznik lśniący V. polita, przetacznik perski V. persica, przetacznik nitkowaty V. filiformis, przetacznik rolny V. agrestis.
- Veronica podrodzaj Pentasepalae M. M. Mart. Ort., Albach & M. A. Fischer

Liczy 20 gatunków ze strefy klimatu umiarkowanego Eurazji i jeden gatunek rosnący w północnej Afryce. Należy tu m.in. przetacznik rozesłany V. prostrata, przetacznik pagórkowy V. teucrium, przetacznik pierzastosieczny V. jacquini i przetacznik ząbkowany V. austriaca.
- Veronica podrodzaj Chamaedrys (W. D. J. Koch) M. M. Mart. Ort., Albach & M. A. Fisch.

Podrodzaj obejmujący 11 gatunków, m.in.:  przetacznik ożankowy V. chamaedrys, przetacznik polny V. arvensis, przetacznik wiosenny V. verna, przetacznik Dillena V. dillenii, przetacznik pannoński V. vindobonensis.
- Veronica podrodzaj Pseudoveronica J. B. Armstr.
  - sekcja Labiatoides syn. Derwentia (obejmuje dawny rodzaj Derwentia oraz australijskich przedstawicieli rodzaju Veronica)
  - sekcja Detzneria (dawny rodzaj Detzneria),
  - sekcja Hebe (dawne rodzaje: Chionohebe, Hebe, Heliohebe, Leonohebe, Parahebe)[8]

- Veronica podrodzaj Triangulicapsula

Podrodzaj z dwoma rocznymi gatunkami z Turcji i Hiszpanii.
Powiązania filogenetyczne między podrodzajami w obrębie rodzaju Veronica
|  | Pocilla      |
|  |              |
|  | Pentasepalae |
|  |              |

|  | Triangulicapsula |
|  |                  |
|  | Pseudoveronica   |
|  |                  |

|  | Pocilla      |
|  |              |
|  | Pentasepalae |
|  |              |

|  | Triangulicapsula |
|  |                  |
|  | Pseudoveronica   |
|  |                  |

|  | Pocilla      |
|  |              |
|  | Pentasepalae |
|  |              |

|  | Triangulicapsula |
|  |                  |
|  | Pseudoveronica   |
|  |                  |

|  | Pocilla      |
|  |              |
|  | Pentasepalae |
|  |              |

|  | Triangulicapsula |
|  |                  |
|  | Pseudoveronica   |
|  |                  |

|  | Pocilla      |
|  |              |
|  | Pentasepalae |
|  |              |

|  | Triangulicapsula |
|  |                  |
|  | Pseudoveronica   |
|  |                  |

|  | Pocilla      |
|  |              |
|  | Pentasepalae |
|  |              |

|  | Triangulicapsula |
|  |                  |
|  | Pseudoveronica   |
|  |                  |

|  | Pocilla      |
|  |              |
|  | Pentasepalae |
|  |              |

|  | Triangulicapsula |
|  |                  |
|  | Pseudoveronica   |
|  |                  |

|  | Pocilla      |
|  |              |
|  | Pentasepalae |
|  |              |

|  | Triangulicapsula |
|  |                  |
|  | Pseudoveronica   |
|  |                  |

|  | Pocilla      |
|  |              |
|  | Pentasepalae |
|  |              |

|  | Triangulicapsula |
|  |                  |
|  | Pseudoveronica   |
|  |                  |

|  | Pocilla      |
|  |              |
|  | Pentasepalae |
|  |              |

|  | Triangulicapsula |
|  |                  |
|  | Pseudoveronica   |
|  |                  |

|  | Pocilla      |
|  |              |
|  | Pentasepalae |
|  |              |

|  | Triangulicapsula |
|  |                  |
|  | Pseudoveronica   |
|  |                  |

|  | Pocilla      |
|  |              |
|  | Pentasepalae |
|  |              |

|  | Triangulicapsula |
|  |                  |
|  | Pseudoveronica   |
|  |                  |

|  | Pocilla      |
|  |              |
|  | Pentasepalae |
|  |              |

|  | Triangulicapsula |
|  |                  |
|  | Pseudoveronica   |
|  |                  |

|  | Pocilla      |
|  |              |
|  | Pentasepalae |
|  |              |

|  | Triangulicapsula |
|  |                  |
|  | Pseudoveronica   |
|  |                  |

|  | Pocilla      |
|  |              |
|  | Pentasepalae |
|  |              |

|  | Triangulicapsula |
|  |                  |
|  | Pseudoveronica   |
|  |                  |

|  | Pocilla      |
|  |              |
|  | Pentasepalae |
|  |              |

|  | Triangulicapsula |
|  |                  |
|  | Pseudoveronica   |
|  |                  |

Synonimy
Cardia Dulac, Uranostachys (Dumortier) Fourreau
Pozycja systematyczna według APweb (aktualizowany system APG IV z 2016)
Rodzaj z plemienia Veroniceae, rodziny babkowatych (Plantaginaceae) Juss., która jest jednym z kladów w obrębie rzędu jasnotowców (Lamiales) Bromhead z grupy astrowych spośród roślin okrytonasiennych.
Pozycja rodzaju w systemie Reveala (1993–1999)
Gromada okrytonasienne (Magnoliophyta Cronquist), podgromada Magnoliophytina Frohne & U. Jensen ex Reveal, klasa Rosopsida Batsch, podklasa jasnotowe (Lamiidae Takht. ex Reveal), nadrząd Lamianae Takht., rząd jasnotowce (Lamiales Bromhead), rodzina przetacznikowate (Veronicaceae Durande), podrodzina Veronioideae Kostel., plemię Veroniceae Duby, podplemię Veronicinae Dumort., rodzaj przetacznik (Veronica L.). 
Wykaz gatunków
Gatunki flory Polski
Pierwsza nazwa naukowa według listy krajowej, druga – obowiązująca według bazy taksonomicznej Plants of the World online (jeśli jest inna)

- przetacznik alpejski Veronica alpina L.
- przetacznik blady Veronica sublobata M.A.Fisch.
- przetacznik bluszczykowy Veronica hederifolia L.
- przetacznik błotny, p. bagienny Veronica scutellata L.
- przetacznik bobowniczek Veronica beccabunga L.
- przetacznik bobownik Veronica anagallis-aquatica L.
- przetacznik ćmy Veronica opaca Fr. – antropofit zadomowiony
- przetacznik Dillena Veronica dillenii Crantz
- przetacznik długolistny Veronica longifolia L.
- przetacznik goryczkowy Veronica gentianoides Vahl – antropofit zadomowiony
- przetacznik górski Veronica montana L.
- przetacznik kłosowy Veronica spicata L.
- przetacznik krzewinkowy Veronica fruticans Jacq.
- przetacznik leśny Veronica officinalis L.
- przetacznik lśniący Veronica polita Fr. – antropofit zadomowiony
- przetacznik macierzankowy Veronica serpyllifolia L.
- przetacznik mułowy Veronica anagalloides Guss.
- przetacznik nitkowaty Veronica filiformis Sm. – antropofit zadomowiony
- przetacznik obcy Veronica peregrina L. – antropofit zadomowiony
- przetacznik ożankowy Veronica chamaedrys L.
- przetacznik pagórkowy Veronica teucrium L.
- przetacznik pannoński Veronica vindobonensis M.A. Fisch. ≡ Veronica chamaedrys subsp. chamaedrys
- przetacznik perski Veronica persica Poir. – antropofit zadomowiony
- przetacznik pierzastosieczny Veronica jacquini Baumg. ≡ Veronica austriaca subsp. jacquinii (Baumg.) Watzl
- przetacznik pokrzywolistny Veronica urticifolia Jacq.
- przetacznik polny Veronica arvensis L. – antropofit zadomowiony
- przetacznik rolny Veronica agrestis L.
- przetacznik rozesłany Veronica prostrata L.
- przetacznik różyczkowaty Veronica aphylla L.
- przetacznik stokrotkowy Veronica bellidioides L. – gatunek w Polsce wymarły
- przetacznik trójklapowy Veronica triloba (Opiz) Opiz
- przetacznik trójlistkowy Veronica triphyllos L. – antropofit zadomowiony
- przetacznik wczesny Veronica praecox All.
- przetacznik wiosenny Veronica verna L.
- przetacznik wodny Veronica catenata Pennell
- przetacznik ząbkowany Veronica austriaca L.
- przetacznik zwodny Veronica paniculata L. ≡ Veronica spuria L.

Niektóre inne (uprawiane)
- Veronica allionii Vill. – przetacznik Alliona
- Veronica armena Boiss. & A.Huet – przetacznik armeński
- Veronica bachofenii Heuff. – przetacznik Bachofena
- Veronica caespitosa Boiss. – przetacznik darniowy
- Veronica caucasica M.Bieb. – przetacznik kaukaski
- Veronica cinerea Boiss. & Balansa – przetacznik szary
- Veronica forrestii Diels – przetacznik Forresta
- Veronica fruticulosa L. – przetacznik rozkrzewiony
- Veronica hookeriana Walp. – przetacznik Hookera
- Veronica lyallii Hook.f. – przetacznik Lyalla
- Veronica multifida L. – przetacznik wielodzielny
- Veronica orientalis Mill. – przetacznik wschodni
- Veronica ornata Monjuschko – przetacznik ozdobny
- Veronica pectinata L. – przetacznik grzebieniasty
- Veronica peduncularis M.Bieb. – przetacznik cieniolubny
- Veronica petraea Steven – przetacznik skalny
- Veronica repens Clarion ex DC. – przetacznik płożący, p. rozłogowy
- Veronica rhodopaea (Velen.) Degen ex Stoj. & Stef. – przetacznik rodopski
- Veronica saturejoides Vis. – przetacznik cząbrowaty
- Veronica schmidtiana Regel – przetacznik Schmidta
- Veronica surculosa Boiss. & Balansa – przetacznik odroślowy
- Veronica taurica Willd. – przetacznik krymski
- Veronica telephiifolia Vahl – przetacznik wronilcolistny

Spotykany w uprawie i zaliczany tu w niektórych ujęciach przetacznik wirginijski V. virginica klasyfikowany jest współcześnie do rodzaju przetacznikowiec jako Veronicastrum virginicum.